# Großdrebnitz
Großdrebnitz is een plaats in de Duitse gemeente Bischofswerda, deelstaat Saksen, en telt 879 inwoners (2006).